# 瓦尔特豪森
瓦尔特豪森是德国巴登-符腾堡州的一个市镇。总面积25.75平方公里，总人口5016人，其中男性2489人，女性2527人（2011年12月31日），人口密度195人/平方公里。